# Jana Perlberg
Jana Perlberg (ur. 11 stycznia 1966 w Brandenburg an der Havel) – wschodnioniemiecka, a potem niemiecka judoczka. Olimpijka z Atlanty 1996, gdzie zajęła piętnaste miejsce w ekstralekkiej.
Piąta na mistrzostwach świata w 1991; uczestniczka zawodów w 1995. Startowała w Pucharze Świata w latach 1990–1993, 1995–1997. Zdobyła trzy medale na mistrzostwach Europy w latach 1990–1996 roku.

## Letnie Igrzyska Olimpijskie 1996
| Konkurencja | Rundy eliminacyjne            | Klas. końcowa |
| Konkurencja | 1/16                          | Miejsce       |
| ----------- | ----------------------------- | ------------- |
| 48 kg       | Małgorzata Roszkowska (POL) P | 15.           |